# Referendum sullo status del Togoland britannico
Un referendum sullo status del territorio fu tenuto nel Togoland britannico il 9 maggio 1956. Dalla prima guerra mondiale il territorio era stato un mandato della Società delle Nazioni, poi un territorio in amministrazione fiduciaria delle Nazioni Unite sotto il controllo britannico. Il referendum offriva ai cittadini la scelta sul rimanere un territorio in amministrazione fiduciaria finché il vicino Togoland francese non avesse deciso del proprio futuro, o diventare parte del nascente Ghana. Il gruppo etnico indigeno e dominante nel Togoland, il popolo ewe, attraverso il Congresso del Togoland, fece propaganda contro tale referendum, preferendo la fusione con il Togoland francese.
L'esito finale fu un 63,9% in favore dell'integrazione.

## Risultati
| Scelta                                         | Voti    | %    |
| ---------------------------------------------- | ------- | ---- |
| Integrazione con il Ghana                      | 142.214 | 63,9 |
| Amministrazione fiduciaria delle Nazioni Unite | 80.199  | 36,1 |
| Totale                                         | 222.313 | 100  |